# Герб Таганрога
Герб Таганрога — офіційний символ міста Таганрога, поряд з прапором.

## Опис сучасного герба
Сучасний герб Таганрога затверджено Рішенням Міської Думи міста Таганрога № 537 від 25 жовтня 2007 року.
Являє собою щит четверочастний, з сердцевим щитком. У першій, срібній частині — два лазурових пояси. У другій, пурпуровій частині — вензелеве ім'я Петра I у вигляді ініціала П, супроводжуваного римською одиницею всередині і крапкою праворуч, і під ним напис — 1698; всі фігури срібні. У третій, блакитній частині — срібний осетер у пояс. У четвертому, срібному полі — золотий кадуцей поверх двох покладених навхрест золотих якорів (на кшталт річкових) з двома лапами того ж металу. У золотому полі серцевого щитка — червлений вписаний розширений хрест.

## Історія

### Перший герб
Перший герб Таганрога затверджений імператором Олександром I 15 (за новим стилем 27) квітня 1808 року Іменним Указом № 22964 («Повне зібрання законів Російської Імперії», Т. 30). Опис герба:
| Ліві лапки | «Герб Таганрозький являє собою щит, розділений на чотири частини, з яких у першій у срібному полі, розрізаному двома блакитними смугами, визначаються річки Дон і Волга; у другій, у пурпуровому полі вензелева Його Величність блаженна пам'яті і вічної слави достойного Государя Імператора Петра I-го ім'я та рік заснування Таганрога 1698; у третій частині, у срібному полі два золоті якорі, покладені хрестоподібно, і на них кадуцей або Меркуріїв жезл; у четвертій, у блакитному полі, риба осетер; всередині в золотому маленькому щиті червоний хрест» | Праві лапки |

## Цікаві факти
- Через неграмотність будівельників, на гербі Таганрога, що прикрашає сучасний пам'ятний знак «Шлагбаум» (позначає дореволюційний кордон Таганрога), замість кадукея розташовується трибок і заводська труба.[1].